# Broa
Broa é um tipo de pão de milho e trigo feito tradicionalmente em Portugal, na Galiza, no Brasil, na Angola, em Moçambique e em Cabo Verde.
É feita com uma mistura de farinhas de milho e trigo ou, particularmente, milho e centeio (no caso da broa de Avintes), e levedura. A Broa Portuguesa costuma ter um miolo denso e uma crosta grossa e estaladiça. O tamanho da broa de milho tem cerca de 8 cm de circunferência. No Brasil há uma variedade de broa, no Paraná, especialmente em Curitiba onde o pão de centeio é conhecido como "pão preto", "broa alemã" ou mesmo "broa polonesa" introduzida pelos imigrantes da Europa central no século XIX.

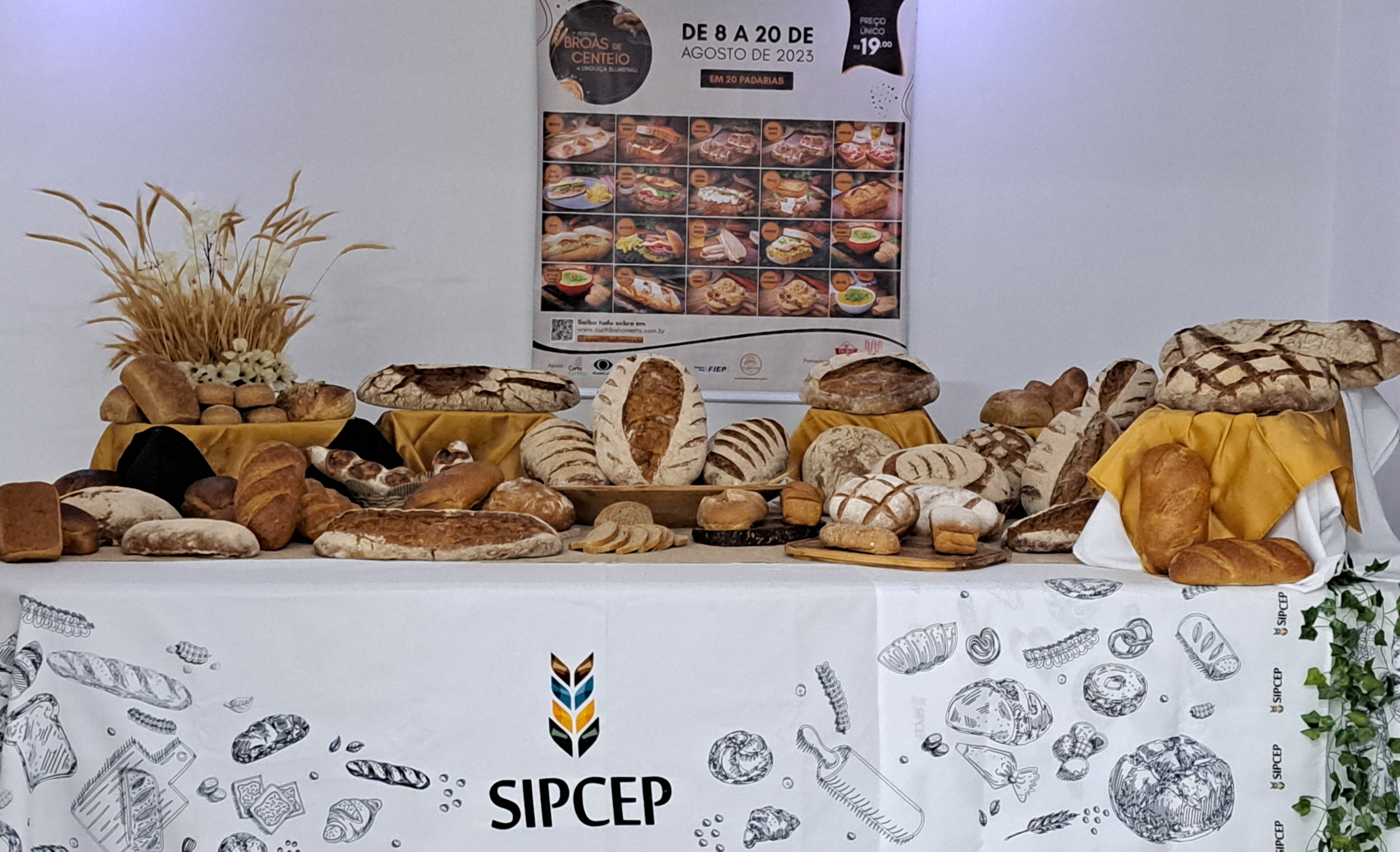

Antes da descoberta do milho nas Américas, a broa era originalmente feita com farinha de centeio. A farinha de milho é assim uma adição mais recente.
Crê-se que foi introduzida pelos Visigodos ou Suevos que lhe chamavam brauþ (pão).
A palavra portuguesa broa, cognata da palavra espanhola borona, vem da palavra céltica pré-romana boruna.

## Galeria

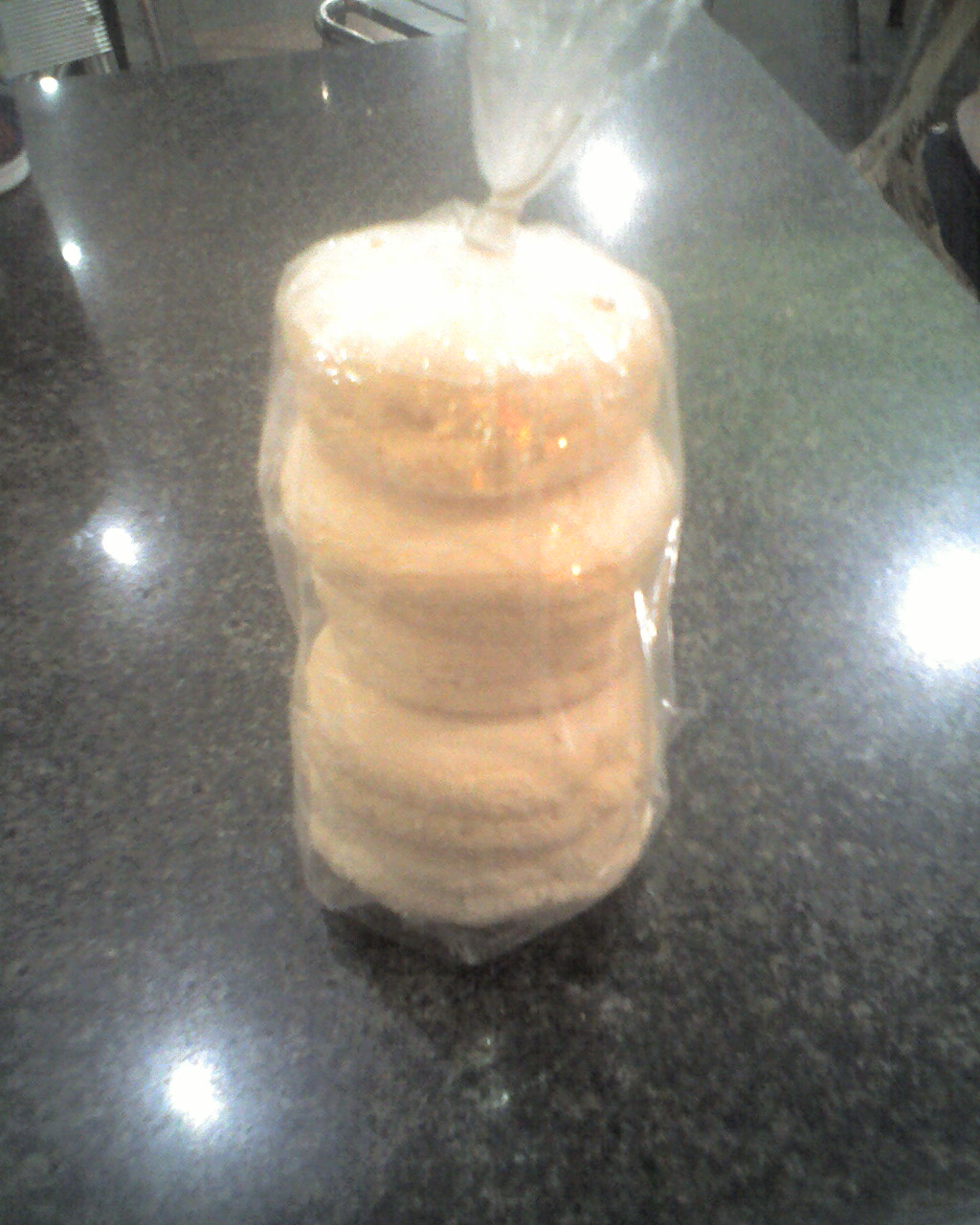
Broa típica do Ceará.
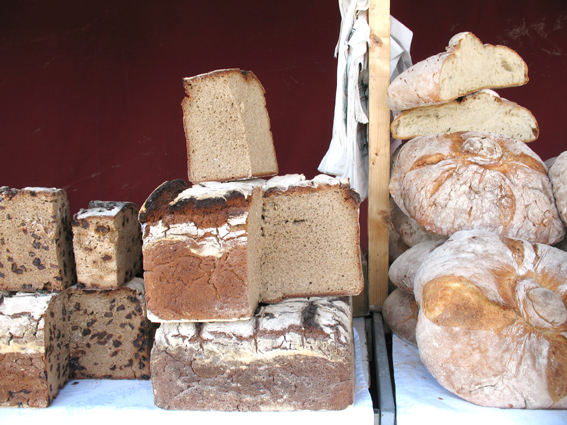
Broas galegas.
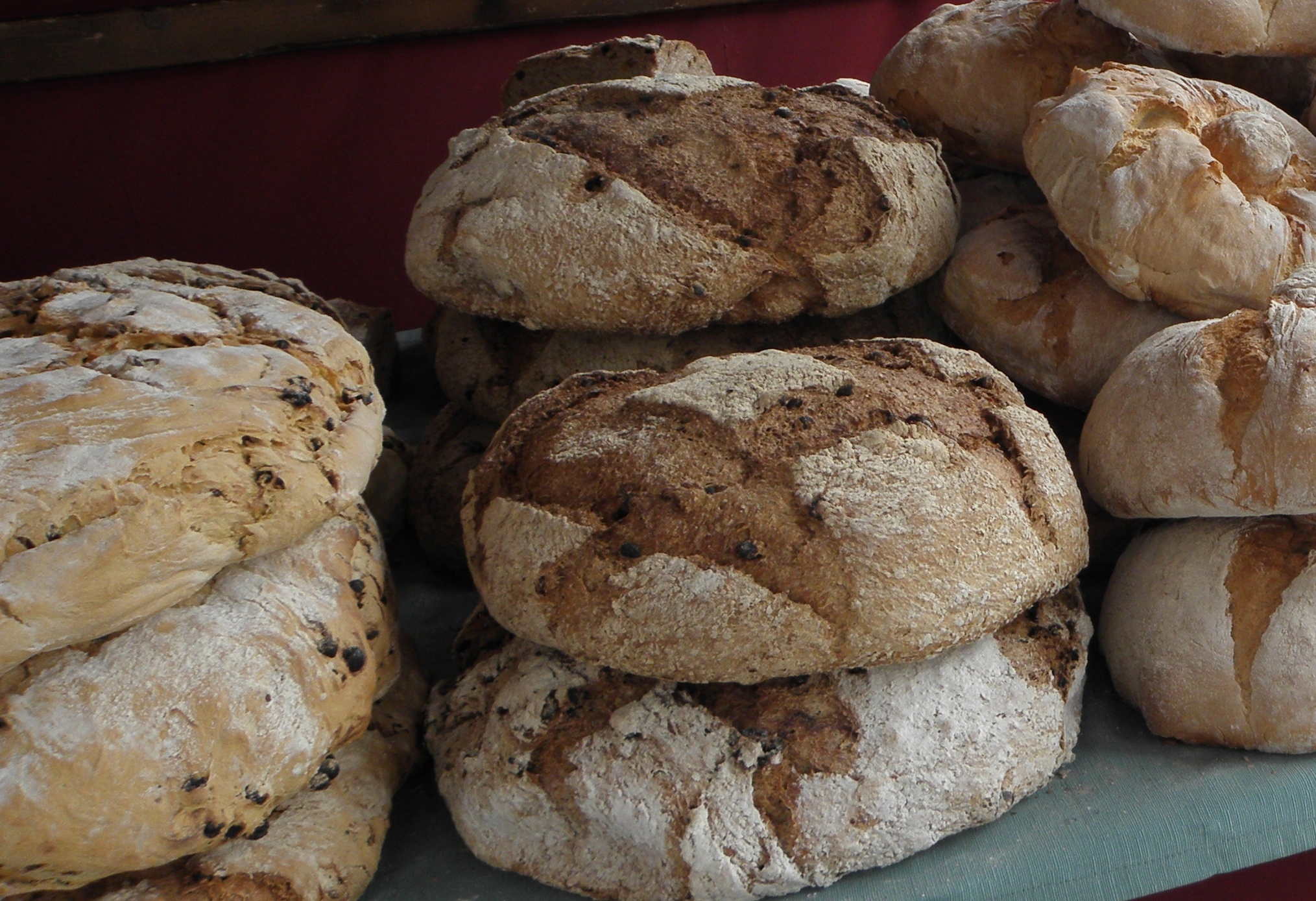
Broa artesanal.
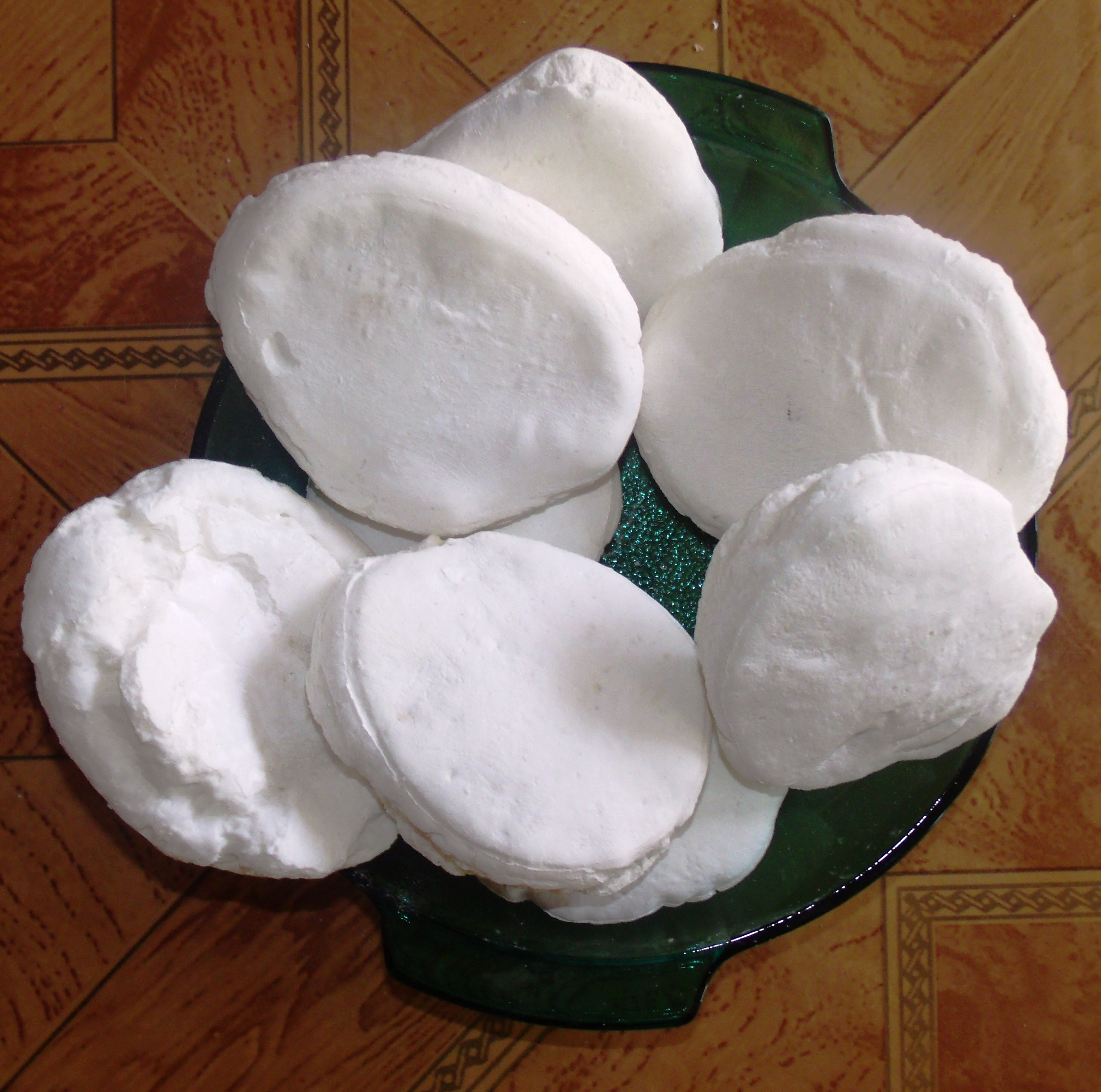
Broa brasileira.